# Alois Vlk
Alois Vlk (30. ledna 1856 Plánice – 11. října 1927 Brno) byl český pedagog a školní inspektor.

## Biografie
Alois Vlk se narodil v roce 1856 v Plánici u Klatov, jeho otcem byl plzeňský učitel František Vlk a matkou byla Kateřina Vlková. Vystudoval v Čechách, ale jako pedagog působil celý život na Moravě. Během první světové války působil jako ochránce českých profesorů, za které se postavil, aby nemuseli nastoupit do armády.
Do roku 1887 působil jako suplující pedagog na vyšším gymnáziu v Brně. V roce 1887 začal učit latinu, řečtinu, češtinu a němčinu na gymnáziu v Třebíči. Od roku 1889 působil jako učitel na českém gymnáziu v Brně. Ke konci kariéry tehdejšího ředitele Jana Tůmy jej kolem roku 1906 zastupoval jako ředitel brněnského českého gymnázia. Od roku 1902 působil jako školní inspektor a od roku 1904 do roku 1920 jako zemský školní inspektor. V roce 1916 byl jmenován dvorním radou. Na jeho žádost byla roku 1917 uvolněna vojskem obsazená budova českého gymnázia a bylo v ní obnoveno vyučování.
Působil také jako jednatel brněnského Čtenářského spolku, působil jako vládní zástupce ve Františkově zemském muzeu, působil také ve výboru Matice moravské. Působil jako iniciátor stavby pomníku Pavlovi Křížkovskému. Působil také ve správní radě Národní banky.
Jeho synem byl lékař Bohuslav Vlk, komisař a úředník Alois Vlk a úřednice červeného kříže Marie Hromádková.